# 乐氏宗祠
29°52′30.27″N 121°46′0.23″E / 29.8750750°N 121.7667306°E
乐氏宗祠，又称惇叙堂，位于中国浙江省宁波市北仑区大碶街道湖塘村桥北中7号，清朝宗祠，建于雍正十三年（1735年），由乐常之建，道光九年（1829年）由乐风标重建，1991年重修，建筑坐北朝南偏西，为四合院式，宗祠内现存有木刻屏风十七块、《改建宗祠碑记》一通、《役田碑记》一通，1991年4月公布为北仑区文物保护单位，2023年9月1日公布为宁波市文物保护单位。